# Rafa Jordà
Rafael Jordà Ruiz de Assin (Santa Perpetua de Moguda, Barcelona, 1 de enero de 1984) es un exfutbolista español. Juega de delantero centro.

## Trayectoria
Rafa Jordà es un futbolista que se formó en el fútbol base del histórico Damm. En sus tres años de juvenil estuvo en cada uno de ellos en un club distinto, en la temporada 2000-01 jugó en el juvenil del Damm, en la 2001-02 en el del Valencia, y en la 2002-03 en el Numancia. Tras su etapa juvenil, en la temporada 2003-04 jugó en Tercera División con el Numancia B. En la temporada 2004-05 jugó cedido en Segunda B con el Club Multideporte Peralta, hasta que tras su buena temporada fue repescado por el Numancia en el mercado de invierno. En esa temporada jugó tres encuentros en Primera División. Posteriormente siguió jugando en el Numancia, aunque en el mercado de invierno de la temporada 2005-06 fue cedido al Benidorm. Tras desvincularse del Numancia, en la temporada 2008-09 fichó por el Alicante. Tras finalizar contrato con el Alicante siguió jugando en la misma ciudad, esta vez en el Hércules con el que se comprometió por una temporada con opción a dos más.
El 27 de enero de 2010, llegó a un acuerdo con el Levante UD y estará ligado a la entidad granota hasta junio de 2012, debutó el sábado 30 de enero de 2010 contra el Villarreal "B" marcando el gol de la victoria por 2 a 1.
El 13 de junio de 2010 ascendió de nuevo con el Levante UD a Primera División. En febrero de 2012, Rafa se desvinculó del Levante UD para firmar un contrato por tres temporadas con el equipo de la Superliga de China Guizhou Renhe. En febrero de 2014 se incorporó al AC Siena de Italia.

## Clubes
| Club                      | País    | Periodo   | Liga PJ (G) | Copa PJ (G) |
| ------------------------- | ------- | --------- | ----------- | ----------- |
| C. D. Numancia "B"        | España  | 2003-2004 | 0 (16)      | 0 (0)       |
| C. M. Peralta             | España  | 2004-2005 | 17 (8)      | 0 (0)       |
| C. D. Numancia            | España  | 2004-2005 | 3 (0)       | 0 (0)       |
| C. D. Numancia            | España  | 2005-2006 | 4 (0)       |             |
| Benidorm C. D.            | España  | 2005-2006 | 18 (9)      | 0 (0)       |
| C. D. Numancia            | España  | 2006-2007 | 13 (1)      | 1 (0)       |
| C. D. Numancia            | España  | 2007-2008 | 26 (5)      | 1 (0)       |
| Alicante C. F.            | España  | 2008-2009 | 13 (2)      | 0 (0)       |
| Hércules C. F.            | España  | 2009-2010 | 3 (0)       | 3 (0)       |
| Levante UD                | España  | 2009-2010 | 17 (13)     | 0 (0)       |
| Levante UD                | España  | 2010-2011 | 16 (2)      | 2 (2)       |
| Guizhou Renhe             | China   | 2012-2013 | 13 (4)      | 0 (0)       |
| Associazione Calcio Siena | Italia  | 2014      |             |             |
| FC Dinamo Tbilisi         | Georgia | 2014      |             |             |
| Wuhan Zall                | China   | 2015      |             |             |
| Rapid Bucarest            | Rumanía | 2016      |             |             |
| UE Llagostera             | España  | 2016-2017 |             |             |
| Mumbai City Football Club | India   | 2017-2018 |             |             |